# Charlotte Park
Charlotte Park es un lugar designado por el censo ubicado en el condado de Charlotte en el estado estadounidense de Florida. En el Censo de 2010 tenía una población de 2325 habitantes y una densidad poblacional de 692,66 personas por km².

## Geografía
Charlotte Park se encuentra ubicado en las coordenadas 26°54′16″N 82°2′56″O / 26.90444, -82.04889. Según la Oficina del Censo de los Estados Unidos, Charlotte Park tiene una superficie total de 3.36 km², de la cual 2.67 km² corresponden a tierra firme y (20.6%) 0.69 km² es agua.

## Demografía
Según el censo de 2010, había 2325 personas residiendo en Charlotte Park. La densidad de población era de 692,66 hab./km². De los 2325 habitantes, Charlotte Park estaba compuesto por el 96.04% blancos, el 1.16% eran afroamericanos, el 0.56% eran amerindios, el 0.73% eran asiáticos, el 0.04% eran isleños del Pacífico, el 0.52% eran de otras razas y el 0.95% pertenecían a dos o más razas. Del total de la población el 4.6% eran hispanos o latinos de cualquier raza.